# Adrian Spielbauer
Adrian Spielbauer (* 1984) ist ein deutscher Schauspieler.

## Leben
Geboren 1984, aufgewachsen im Isartal. 2014 schloss er an der Hochschule für Musik und Theater in Rostock seine Schauspielausbildung ab. Während seines Studiums arbeitete er mit Thomas Bischoff, Matthias Stier und Anne-Kathrin Bartholomäus. Danach spielte er Hauptrollen in diversen Kurzfilmen und wirkte in TV-Produktionen wie „SOKO München“, „SOKO Kitzbühel“, „Die Rosenheim-Cops“, „Die Bergretter“, „Sturm der Liebe“ und „Um Himmels Willen“ mit. Er spielte in „Eine unerhörte Frau“ (2016) von Hans Steinbichler und „Ein Dorf wehrt sich“ (2019) von Gabriela Zerhau.
In der Sommersaison 2015 war er Ensemblemitglied bei den Burgfestspielen Bad Vilbel und übernahm Rollen in „Ein Sommernachtstraum“ und „Die Päpstin“. 2016/2017 spielte er die Hauptrolle in der Inszenierung von „Dampfnudelblues“ am Landestheater Niederbayern in Landshut. 2017 spielte er in Sommerhausen das Stück „Eine Sommernacht“ unter der Regie von Ercan Karacayli. Er lebt in München.

## Filmografie (Auswahl)
- 2014: Under the Playhouse (Kurzfilm)
- 2014: Heartclub (Kurzfilm)
- 2014: Betonfraß (Kurzfilm)
- 2015: Um Himmels Willen (Fernsehserie, eine Folge)
- 2016: Eine unerhörte Frau
- 2015, 2017, 2020: SOKO 5113/SOKO München (Fernsehserie, verschiedene Rollen, 3 Folgen)
- 2015: Friedenshöhe (Kurzfilm)
- 2015: Die Suche nach Hitlers Volk (Fernsehzweiteiler)
- 2016: Sturm der Liebe (Fernsehserie, 8 Folgen)
- 2016: SOKO Kitzbühel (Fernsehserie, Folge Kaspressknödel XXL)
- 2016: Eine unerhörte Frau
- 2016: Die Bergretter (Fernsehserie, Folge Hannibal)
- 2016–2020: Die Rosenheim-Cops (Fernsehserie, verschiedene Rollen, 3 Folgen)
- 2017: Luna
- 2017, 2020: SOKO München (Fernsehserie, Folgen Tod auf Samtpfoten, Cuba Liebe)
- 2018: In aller Freundschaft – Die jungen Ärzte (Fernsehserie, Folge Abschiedsschmerzen)
- seit 2018: Um Himmels Willen (Fernsehserie, 6 Folgen)
- 2019: Club der einsamen Herzen (Fernsehfilm)
- 2019: Ein Dorf wehrt sich (Fernsehfilm)
- 2020: Zimmer mit Stall – Feuer unterm Dach (Fernsehreihe)
- 2022: Leon – Glaub nicht alles, was du siehst (Fernsehserie, Spin-Off von Gute Zeiten, schlechte Zeiten)[1]
- 2025: Marie fängt Feuer – Lokale Gewitter (Fernsehreihe)

## Bühne (Auswahl)
- 2015: Die Päpstin (Burgfestspiele Bad Vilbel)
- 2015: Ein Sommernachtstraum
- 2016: Dampfnudelblues (Landestheater Niederbayern)
- 2016: Des Teufels General
- 2017: Eine Sommernacht (Torturmtheater Sommerhausen)